# Honnörskort
Honnörskort, eller honnörer, kallas i vissa kortspel (till exempel bridge) de högsta korten i kortleken, Det vill säga knektar, damer, kungar och ess. Benämningen klädda kort exkluderar ess.